# Bothrocara pusillum
 Bothrocara pusillum és una espècie de peix de la família dels zoàrcids i de l'ordre dels perciformes.

## Morfologia
- Els mascles poden assolir 14,5 cm de longitud total.[3][4]

## Hàbitat
És un peix marí i d'aigües profundes que viu entre 221-2.189 m de fondària.

## Distribució geogràfica
Es troba des de l'est del Mar de Bering fins al sud de la Colúmbia Britànica.

## Observacions
És inofensiu per als humans.